# Папа Климент V
Папа Климент V (право име Bertrand de Got) (рођен Villandraut 1264 — умро Roqubrune-Cap-Marin 20. април 1314. био је папа од 1305—1314.. Родом Француз, био је пријатељ француског краља Филипа Лепог, који му је помогао да буде изабран за папу. На Филипово тражење пренео је папску столицу у Авињон 1309. а 1312. распустио је ред темплара.